# كاثلين سكاي
كاثلين سكاي (بالإنجليزية: Kathleen Sky)‏ (5 أغسطس 1943، ألهامبرا في الولايات المتحدة)؛ روائية أمريكية.